# A Deeper Understanding
A Deeper Understanding è il quarto album studio del gruppo statunitense indie rock The War on Drugs. È stato pubblicato il 25 agosto 2017 dalla casa discografica Atlantic Records.
A Deeper Understanding ha ricevuto numerose acclamazioni da critici di musica. Su Metacritic, che assegna un punteggio in centesimi, l'album ha ricevuto un punteggio medio di 81, basato su 28 recensioni, che indica il riconoscimento universale. Secondo Marcy Donelson di AllMusic, A Deeper Understanding  "recupera ed esplora i caratteristici paesaggi sonori, la vastità e la psiche perseguitata di Lost in the Dream e che di per sé è significativa". Mark Richardson di Pitchfork nota analogie con la metà degli anni '80 rock, affermando che è "anche uno studio affascinante in influenza, è difficile pensare a una band con i toni più evidenti che sembrano così originali". Shawn Brackbill di Uncut Magazine la descrisse come "alcuni dei più ricchi, più impegnativi e la musica meno solitaria della carriera di Granduciel".
In una recensione meno entusiasta per Slant Magazine, Josh Goller ha notato che "i testi dell'album non possono tuttavia corrispondere allo stesso livello di precisione musicale e Granduciel spesso ripete gli stessi vaghi sentimenti usando immagini immaginarie".

## Tracce
Tutte le tracce sono state scritte da Adam Granduciel, salvo dove annotato.
1. Up All Night - 6:23
2. Pain - 5:30
3. Holding On (Granduciel, Robbie Bennett) - 5:50
4. Strangest Thing - 6:41
5. Knocked Down - 3:59
6. Nothing to Find - 6:10
7. Thinking of a Place - 11:10
8. In Chains - 7:20
9. Clean Living - 6:28
10. You Don't Have to Go - 6:42